# Poptún
Poptún es un municipio en el departamento de Petén, en la república de Guatemala. Es el segundo municipio más poblado del departamento.  Desde 1989, la zona militar 23 en Poptún ha sido la base del grupo élite «kaibiles», de la fuerza de operaciones especiales del ejército de Guatemala. El municipio cuenta con una pista de aterrizaje para aeronaves ligeras y al sur del mismo se encuentra la Finca Ixobel, con cuevas que constituyen un atractivo turístico. 

## Geografía física

### Ubicación geográfica
El municipio de Poptún está ubicado en la zona sur del departamento de Petén; está integrado al resto de la república de Guatemala mediante una carretera asfaltada de 100 km hacia Flores, la cabecera departamental de Petén, y 380 km hacia la Ciudad de Guatemala. El clima es tropical, entre 25 °C y 30 °C la mayor parte del año.
Sus colindancias son:
- Norte: Dolores.
- Sur: San Luis.[4]
- Este: Zona de adyacencia[4]
- Oeste: Sayaxché, municipio del departamento de Petén

|                 | Norte: Dolores |                          |
| Oeste: Sayaxché |                | Este: Zona de adyacencia |
|                 | Sur: San Luis  |                          |

## Gobierno municipal
Los municipios se encuentran regulados en diversas leyes de la República, que establecen su forma de organización, lo relativo a la conformación de sus órganos administrativos y los tributos destinados para los mismos.  Aunque se trata de entidades autónomas, se encuentran sujetos a la legislación nacional y las principales leyes que los rigen desde 1985 son:
| N.º | Ley                                                | Descripción |
| --- | -------------------------------------------------- | --- |
| 1   | Constitución Política de la República de Guatemala | Tiene una regulación legal específica para los municipios en los artículos 253 al 262. |
| 2   | Ley Electoral y de Partidos Políticos              | Ley de carácter constitucional aplicable a los municipios en el tema de la conformación de sus autoridades electas. |
| 3   | Código Municipal                                   | Decreto 12-2002 del Congreso de la República de Guatemala. Tiene la categoría de ley ordinaria y contiene preceptos generales aplicables a todos los municipios, e inclusive contiene legislación referente a la creación de los municipios.             |
| 4   | Ley de Servicio Municipal                          | Decreto 1-87 del Congreso de la República de Guatemala. Regula las relaciones entra la municipalidad y los servidores públicos en materia laboral. Tiene su base constitucional en el artículo 262 de la constitución que ordena la emisión de la misma. |
| 5   | Ley General de Descentralización                   | Decreto 14-2002 del Congreso de la República de Guatemala. Regula el deber constitucional del Estado, y por ende del municipio, de promover y aplicar la descentralización y desconcentración económica y administrativa.                                |

El gobierno de los municipios está a cargo de un concejo municipal mientras que el código municipal —ley ordinaria que contiene disposiciones que se aplican a todos los municipios— establece que «el concejo municipal es el órgano colegiado superior de deliberación y de decisión de los asuntos municipales […] y tiene su sede en la circunscripción de la cabecera municipal»; el artículo 33 del mencionado código establece que «[le] corresponde con exclusividad al concejo municipal el ejercicio del gobierno del municipio».
El concejo municipal se integra con el alcalde, los síndicos y concejales, electos directamente por sufragio universal y secreto para un período de cuatro años, pudiendo ser reelectos.
Existen también las alcaldías auxiliares, los comités comunitarios de desarrollo (COCODE), el Comité Municipal del Desarrollo (COMUDE), las asociaciones culturales y las comisiones de trabajo. Los alcaldes auxiliares son elegidos por las comunidades de acuerdo a sus principios y tradiciones, y se reúnen con el alcalde municipal el primer domingo de cada mes, mientras que los Comités Comunitarios de Desarrollo y el Comité Municipal de Desarrollo organizan y facilitan la participación de las comunidades priorizando necesidades y problemas.
Los alcaldes que ha habido en el municipio son:
- 2012-2016: Kevin Duque
- 2016-2020: Salvador Carrera
- 2020-2024: Vicente Gil
- 2024- Act:  Obdulio Pinto

## División política

### Pueblo
El área urbana del Municipio se conforma por la Cabecera Municipal que tiene la categoría de pueblo, se subdivide en seis zonas, ocho barrios, una colonia. 

### Caseríos
Los centros poblados rurales reconocidos por el Instituto Nacional de Estadística -INE-, son: caseríos, fincas, asentamientos, parcelamientos y parajes, que conforman el área rural del Municipio y se describen a continuación:  
Canchacán, Chinajá, San Francisco, Concoma, Chojemula, Belén, Carmelitas, Carrizal, Champas Quemadas, Ixobel, Dos Pocitos, Las Delicias, El Achiotalito, El Ceibo, El Limón, La Machaca I, Montaña Rusa, El Pañuelo, Machaquilá, El Mameyal, El Pato, Sabaneta, Esquipulas, El Caoba, El Chilar I, Las Lajas, La Gloria, La Nueva Esperanza, Poxté, Jabalí Bravo, Santa Cruz, El Triunfo, Santo Domingo, La Romana, Morazán, Santa Fe, La Machaca II, San Agustín, Río Corozal, San Marcos, San José, Nacimiento Oriental, San Pedro, Santa Amelia, Santa María Sechactí, Santa Rosa, Asociación Jalaute, La Palmera, Sensatul, La Ceibita o Nueva Concepción, Nueva Alianza, Nueva Cobanerita, Jolobob, La Bendición, Gracias a Dios, El Estadio, La Amblad, Río Blanco, San Miguel, Santa Marta el Mirador, Las Flores, Chocón, El Rosario, Secolay, Corralpec y Los Encuentros. 

### Fincas
El Paraíso, Agua Brava, La Providencia, La Cobanera, La Peluda, El Espolón, El Chilar II, Santa Isabel, El Tambo. 

### Colonias y barrios
Colonias: Militar. la Amistad. Barrios: El Centro, El Venado, San Isidro, El Porvenir, Santa Fé, Santa María, Morazán, Las Delicias, El Rastro, El Bosque, Las Tres Cruces, Ixobel, Las Joyas,Las platas,El Reformador,Pioneros y San Francisco.

### Asentamientos
El Milagro. 

### Parajes
Chapayal y Compuerta Otras: El Venado, El Centro y Población Dispersa. 

## Historia

### Época colonial
El área que ocupa el moderno estado de Belice, fronterizo con Poptún, nunca fue ocupada por España por lo difícil e inhóspito del terreno y por la lejanía de los centros poblados, aunque se realizaron algunas expediciones exploratorias en el siglo xvi que le sirvieron de base para luego reclamar el área como suya.  Ahora bien, en el siglo xviii Belice se convirtió en el principal punto de contrabando en Centroamérica aunque luego los ingleses reconocieron la soberanía española de la región por medio de los tratados de 1783 y de 1786, a cambio de que se terminaran las hostilidades con España y que los españoles autorizaran a los súbditos de la Corona británica a explotar las maderas preciosas que había en Belice.

### Tras la independencia de Centroamérica
Tras la independencia de Centroamérica, Petén fue un distrito dependiente del departamento de Verapaz en el recién formado Estado de Guatemala en 1825; en la constitución del Estado de Guatemala que se promulgó en 1825, también se menciona a San Andrés como parte del Circuito de Flores para la impartición de justicia, en el Distrito N.º 6 de Petén; junto a San Andrés pertenecían a ese circuito Flores, San José y San Benito.
El Estado de Guatemala heredó el argumento de España para reclamar el territorio, pese a que nunca envió expediciones al área luego de la independencia debido a las guerras que se produjeron en Centroamérica en la década de 1820.  Por su parte, los ingleses habían establecido pequeños asentamiento en la costa beliceña desde mediados del siglo xvii, principalmente para bases de bucaneros y luego para explotación maderera; los asentamientos nunca fueron reconocidos como colonias británicas aunque estaban de alguna forma regidos por el gobierno inglés en Jamaica.
Tras la independencia de la región centroamericana Belice se convirtió en la punta de lanza de la penetración comercial británica en el istmo centroamericano; casas comerciales inglesas se establecieron en Belice e iniciaron unas prósperas rutas comerciales con los puertos caribeños de Guatemala, Honduras y Nicaragua.
Los liberales tomaron el poder en Guatemala en 1829 tras vencer y expulsar a los miembros del Clan Aycinena y el clero regular de la Iglesia Católica e iniciaron un reclamo formal pero infructuoso sobre la región beliceña; esto, a pesar de que por otra parte, Francisco Morazán -entonces presidente de la Federación Centroamericana- en lo personal inició tratos comerciales con los ingleses, en especial el comercio de caoba. En Guatemala, el gobernador Mariano Gálvez entregó varias concesiones territoriales a ciudadanos ingleses, entre ellos la mejor hacienda de la Verapaz, Hacienda de San Jerónimo; estos tratos británicos fueron aprovechados por los curas párrocos en Guatemala —ya que el clero secular no había sido expulsado por no tener propiedades ni poder político— para acusar a los liberales de herejía e iniciar una revolución campesina contra los herejes liberales y a favor de la verdadera religión.

### Gobierno de Rafael Carrera; reorganización territorial
El efímero Estado de Los Altos fue autorizado por el Congreso de la República Federal de Centro América el 25 de diciembre de ese año forzando a que el Estado de Guatemala se reorganizara en siete departamentos y dos distritos independientes el 12 de septiembre de 1839:
- Departamentos: Chimaltenango, Chiquimula, Escuintla, Guatemala, Mita, Sacatepéquez, y Verapaz
- Distritos indepentientes: Izabal y Petén[8]

Tras acabar con el Estado de Los Altos, el general Rafael Carrera llegó al poder en 1840 y no solamente no continuó con los reclamos sobre el territorio beliceño, sino que estableció un consulado guatemalteco en la región para velar por los intereses de Guatemala en ese importante punto comercial.  El comercio beliceño fue preponderante en la región hasta 1855, en que los colombianos construyeron un ferrocarril transoceánico en Panamá, permitiendo que el comercio fluyera más eficientemente en los puertos del Pacífico guatemalteco; a partir de este momento, Belice empezó a declinar en importancia.
En ese tiempo casas comerciales inglesas se establecieron en Belice e iniciaron unas prósperas rutas comerciales con los puertos caribeños de Guatemala, Honduras y Nicaragua.  Luego de la expulsión de los miembros del partido conservador de Guatemala en 1829 por las fuerzas del general liberal Francisco Morazán la situación en Guatemala fue de constantes guerras e invasiones, lo que llevaron a que Soconusco se separara del país y que el Estado de Los Altos lo intentara.  La figura del general Rafael Carrera emergió y logró pacificar al país en 1851;  por ese tiempo, libró la Guerra de Castas en Yucatán, un alzamiento indígena ocurrido entre 1847 y 1901 que dejó miles de muertos en todo el territorio, y los representantes beliceños y peteneros se pusieron en alerta no solamente porque los refugiados yucatecos llegaban huyendo a Petén y a Belice sino que se temía que Carrera, dado su fuerte alianza con los indígenas guatemaltecos, fuera a propiciar las revoluciones indígenas en Centroamérica. Sin embargo, el asunto no pasó a más, y Guatemala entró en una fase de paz y prosperidad a partir de 1851.

### Guerra de Castas de Yucatán
Cuando se inició la Guerra de Castas en Yucatán —alzamiento indígena que dejó miles de colonos europeos asesinados— los representantes beliceños y guatemaltecos se pusieron en alerta; los refugiados yucatecos llegaban huyendo a Guatemala y a Belice e incluso el superintendente de Belice llegó a temer que Carrera -dado su fuerte alianza con los indígenas guatemaltecos- estuviera propiciando las revoluciones indígenas en Centroamérica. En la década de 1850, los ingleses demostraron tener buena voluntad hacia los países centroamericanos: se retiraron de la Costa de los Mosquitos en Nicaragua e iniciaron negociaciones que resultarían en la devolución del territorio en 1894, regresaron las Islas de la Bahía a Honduras e incluso negociaron con el filibustero estadounidense William Walker en un esfuerzo para evitar que este invadiera Honduras tras apoderarse de Nicaragua. Y, finalmente, firmaron un tratado sobre la soberanía de Belice con Guatemala -tratado que ha sido reportado desde entonces en Guatemala como el mayor error del gobierno conservador de Rafael Carrera-.

### Tratado Wyke-Aycinena: Límites de Belice-Guatemala
Pedro de Aycinena, como Ministro de Relaciones Exteriores de Guatemala, se había esforzado en mantener relaciones cordiales con la Corona británica. En 1859, la amenaza de William Walker se presentó nuevamente en Centro América; a fin de obtener las armas necesarias para enfrentarlo, el régimen de Carrera tuvo que cederle el territorio de Belice al Imperio Británico. El 30 de abril de 1859 se celebró la convención entre los representantes de Gran Bretaña y Guatemala para definir los límites con Belice, tras la cual se emitió un acuerdo en el que Guatemala se vio obligada a ceder la mitad del actual territorio de Belice y a cambio fue favorecida en el artículo séptimo, que estipulaba que Inglaterra abriría por su cuenta una vía de comunicación terrestre de la ciudad de Belice hasta la ciudad de Guatemala, cosa que no se cumplió.

## Flora y fauna
Poptún, por sus características biogeográficas, está ubicado a diferentes elevaciones, es por ello que posee tres tipos de vegetación natural: bosque latifoliado o de hoja ancha, bosque de coníferas y bosque ecotonal o mixto. 
Los bosques de coníferas incluyen árboles como Pinus caribaea variedad Hondurensis, comúnmente denominado Pino de Petén o Pino Caribe, que no obstante el daño causado por la plaga de gorgojo (Dendroctonus frontalis) aún habita la mayor parte de la planicie de la meseta, porque tiene su hospedero natural en otra especie que comúnmente se denomina encino o roble (Quercus oleoides). El área que ocupaba el bosque de Pino con antelación a su ataque fue de 7500 hectáreas, con lo que, después de su ataque fue quedando aproximadamente un 50% de su total inicial. En este bosque y de manera natural, también se localiza la especie nance (Byrsonima crassifolia), la cual posee el fruto del mismo nombre y que se utiliza como alimento. Este pino que se encontraba en grandes rodales naturales, es único en Guatemala, encontrándose bosques de esta especie en Belice, Honduras y el Caribe. De este árbol se extraían cientos de miles de pies de madera, al igual que su semilla, la que ha sido exportada por muchos años a Holanda, Venezuela, Brasil, y algunos países africanos, donde ya se cultiva para la producción de papel. 
En el bosque latifoliado se encuentran diferentes especies, que para su uso se clasifican en: maderas preciosas, semi preciosas y secundarias. Dentro de las maderas preciosas de Poptún se tienen: Caoba (Swietenia macrophylla), Cedro (Cedrela odorata), Rosúl (Dalbergia tuturensis), Chichipate (Sweetia panamensis) y jobillo o jocote de fraile (Astronium graveolens). Dentro de las especies semipreciosas se encuentran: Santa María (Calophyllum brasiliensis), matilisguate (Tababuía pentaphylla). Dentro de las especies secundarias se pueden mencionar, como más conocidas: Canxán (Terminalia amazonia), Amapola (Pseudobombax ellipticum), ceiba (Ceiba pentandra), Ramón Blanco (Brosimun alilcastrum), San Juan (Vochysia guatemalensis), Chicozapote (Manilkara zapota), Cedrillo (Guarea excelsa)